# Heliotropium maris-mortui
Heliotropium maris-mortui är en strävbladig växtart som beskrevs av Michael Zohary. Heliotropium maris-mortui ingår i Heliotropsläktet som ingår i familjen strävbladiga växter. Inga underarter finns listade i Catalogue of Life.